# Maszyna rejestrowa
Maszyna rejestrowa – maszyna (procesor bądź maszyna wirtualna), w której podstawowe operacje prowadzi się na niewielkiej grupie rejestrów, nie zaś na stosie.
Maszyny rejestrowe dysponują też stosem – dostępnym jawnie (instrukcjami dodawania do stosu push i zdejmowania ze stosu pop) bądź emulowanym (program modyfikuje rejestr bądź zmienną będącą wskaźnikiem do stosu), ale jest on używany do przechowywania i przekazywania danych, nie do obliczeń.
Liczenie pierwiastków równania kwadratowego na przykładowej maszynie rejestrowej (pomijając sprawdzenie czy w ogóle istnieją pierwiastki rzeczywiste):
| Operacja              | Stan maszyny       | Stan maszyny       | Stan maszyny                                       | Stan maszyny                                       |
| Operacja              | reg_a              | reg_b              | reg_c                                              | reg_d                                              |
| --------------------- | ------------------ | ------------------ | -------------------------------------------------- | -------------------------------------------------- |
| reg_a = memory(A)     | {\displaystyle A}  | ?                  | ?                                                  | ?                                                  |
| reg_b = memory(B)     | {\displaystyle A}  | {\displaystyle B}  | ?                                                  | ?                                                  |
| reg_c = memory(C)     | {\displaystyle A}  | {\displaystyle B}  | {\displaystyle C}                                  | ?                                                  |
| reg_c = reg_c * reg_a | {\displaystyle A}  | {\displaystyle B}  | {\displaystyle AC}                                 | {\displaystyle ?}                                  |
| reg_d = reg_b * reg_b | {\displaystyle A}  | {\displaystyle B}  | {\displaystyle AC}                                 | {\displaystyle B^{2}}                              |
| reg_c = 4 * reg_c     | {\displaystyle A}  | {\displaystyle B}  | {\displaystyle 4AC}                                | {\displaystyle B^{2}}                              |
| reg_d = reg_d - reg_c | {\displaystyle A}  | {\displaystyle B}  | {\displaystyle 4AC}                                | {\displaystyle \Delta =B^{2}-4AC}                  |
| reg_d = sqrt(reg_d)   | {\displaystyle A}  | {\displaystyle B}  | {\displaystyle 4AC}                                | {\displaystyle {\sqrt {\Delta }}}                  |
| reg_a = 2*reg_a       | {\displaystyle 2A} | {\displaystyle B}  | {\displaystyle 4AC}                                | {\displaystyle {\sqrt {\Delta }}}                  |
| reg_b = -reg_b        | {\displaystyle 2A} | {\displaystyle -B} | {\displaystyle 4AC}                                | {\displaystyle {\sqrt {\Delta }}}                  |
| reg_c = reg_b - reg_d | {\displaystyle 2A} | {\displaystyle -B} | {\displaystyle -B-{\sqrt {\Delta }}}               | {\displaystyle {\sqrt {\Delta }}}                  |
| reg_d = reg_d + reg_b | {\displaystyle 2A} | {\displaystyle -B} | {\displaystyle -B-{\sqrt {\Delta }}}               | {\displaystyle -B+{\sqrt {\Delta }}}               |
| reg_c = reg_c / reg_a | {\displaystyle 2A} | {\displaystyle -B} | {\displaystyle {\frac {-B-{\sqrt {\Delta }}}{2A}}} | {\displaystyle -B+{\sqrt {\Delta }}}               |
| reg_d = reg_d / reg_a | {\displaystyle 2A} | {\displaystyle -B} | {\displaystyle {\frac {-B-{\sqrt {\Delta }}}{2A}}} | {\displaystyle {\frac {-B+{\sqrt {\Delta }}}{2A}}} |
| memory(X1) = reg_c    | {\displaystyle 2A} | {\displaystyle -B} | {\displaystyle {\frac {-B-{\sqrt {\Delta }}}{2A}}} | {\displaystyle {\frac {-B+{\sqrt {\Delta }}}{2A}}} |
| memory(X2) = reg_d    | {\displaystyle 2A} | {\displaystyle -B} | {\displaystyle {\frac {-B-{\sqrt {\Delta }}}{2A}}} | {\displaystyle {\frac {-B+{\sqrt {\Delta }}}{2A}}} |

Argumenty znajdują się w komórkach pamięci A, B i C.
Wyniki znajduje się w komórkach pamięci X1 i X2.
Porównaj z tym samym algorytmem na maszynie stosowej.
Większość procesorów to maszyny rejestrowe. Do wirtualnych maszyn rejestrowych należy Parrot.